# Mosè fa scaturire l'acqua dalla roccia (Zanchi)
Mosè che fa scaturire l'acqua dalla roccia è un dipinto olio su tela di Antonio Zanchi conservato nella basilica di Santa Maria Maggiore di Bergamo.

## Storia e descrizione
I rettori della congregazione della Misericordia Maggiore, a completamento degli arredi della chiesa, volevano inserire nei due transetti e nella parete di fondo, tre grandi tele raffiguranti episodi della Bibbia che avessero come soggetto l'acqua, elemento da cui si rinasce e da dove nasce la chiesa e dovevano poi essere inseriti in cornici in stucco eseguite dai Sala. Il primo dipinto fu commissionato a Pietro Liberi che realizzò la grande tela del Diluvio universale. Questa non piacque però e non ottenne l'approvazione perché ritenuta troppo moderna e lontana dai canoni del manierismo e del rinascimento a cui si era abituati, ne fu quindi richiesta anche una modifica.
Il secondo dipinto fu proposto allo Zanchi nel 1668 e doveva essere realizzato “a rischio e spesa” , doveva quindi essere approvato e pagato solo previo il giudizio positivo dei deputati della Congregazione della Misericordia Maggiore che non erano tutti favorevoli, conseguentemente alla prima opera. Fu quindi commissionato all'artista il 16 giugno 1668 e iniziata la sua realizzazione nel mese di marzo del 1669 e ultimato nel gennaio del 1670. Il dipinto ebbe una risposta favorevole da parte degli amministratori la congregazione e nel marzo del medesimo anno fu collocato nella sua posizione sulla parte superiore del braccio sinistro sopra l'ingresso principale delle basilica.
La tela raffigura il miracolo dell'acqua, che non è un episodio tra i più conosciuti dell'Antico Testamento. Il popolo ebraico liberato dalla schiavitù d'Egitto è in cerca della terra promessa, e durante il lungo viaggio lamenta la mancanza di cibo e di acqua dichiarando che era meglio essere in schiavitù. Allora Mosè dopo aver chiesto aiuto a Dio, salì sul monte Orec e con il bastone colpì la roccia da dove scaturì l'acqua che dissetò il popolo ebraico.
Nel 1670, a poco dalla sua realizzazione, il dipinto fu modificato da Giacomo Cotta come indicato dalla congregazione per poterne coprire alcune nudità non idonee secondo i confratelli alla chiesa.
La tela fu restaurata nel 1960 dal restauratore Franco Steffanoni, e durante i restauri fu ritrovato il dipinto posto sulla parete raffigurante Sant'Alessandro a cavallo opera di artista ignoto identificato nel Maestro del 1336.
Il terzo dipinto fu realizzato nel 1681 dal Giordano raffigurante il Passaggio del mar Rosso.